# 悠宇樹
悠宇樹（ゆうき、4月3日 - ）は、日本の漫画家。成人向け漫画雑誌で活動する。愛知県在住。

## 作品リスト
1. 『スウィート・パーティー』 （1992年3月発売、富士美出版〈富士美コミックス〉、ISBN 4-89421-218-8）
2. 『TROPICAL EYES』 （1992年7月29日発売[要出典]、富士美出版〈富士美コミックス〉）
3. 『マジカルトワイライト』 （1992年9月1日初版発行、茜新社、ISBN 4-87182-061-0）※茜新社初の単行本と解説あり
4. 『BUNNY FACE』 （1993年5月発売、富士美出版〈富士美コミックス〉、ISBN 4-89421-026-6）
5. 『ハンサムBODY』 （1994年2月発売、富士美出版〈富士美コミックス〉、ISBN 4-89421-058-4）
6. 『微熱恋愛物語』 （富士美出版〈富士美コミックス〉、全2巻）
  1. 1995年1月発売、ISBN 4-89421-099-1
  2. 1995年12月発売、ISBN 4-89421-143-2

  - 『微熱恋愛物語』 （蒼竜社〈プラザCOMIX〉、全2巻）
    1. 2001年8月発売、ISBN 4-88386-097-3
    2. 2001年9月発売、ISBN 4-88386-101-5
7. 『翡翠の宝箱』 （1996年10月発売、富士美出版〈富士美コミックス〉、ISBN 4-89421-185-8）
8. 『瞬』 （1998年3月発売、富士美出版〈富士美コミックス〉、ISBN 4-89421-268-4）
9. 『恋愛夜想曲』 （1999年6月発売、富士美出版〈富士美コミックス〉、ISBN 4-89421-334-6）
  - 『恋愛夜想曲』 （2006年5月発売、蒼竜社〈プラザCOMIX〉、ISBN 4-88386-297-6）
10. 『螺旋組曲』 （2000年3月発売、蒼竜社〈プラザCOMIX〉、ISBN 4-88386-046-9）
11. 『Voice』 （2002年1月発売、蒼竜社〈プラザCOMIX〉、ISBN 4-88386-114-7）
12. 『蒼い記憶の糸』 （2002年2月発売、富士美出版〈富士美コミックス〉、ISBN 4-89421-437-7）
  - 『蒼い記憶の糸』 （2005年12月発売、蒼竜社〈プラザCOMIX〉、ISBN 4-88386-284-4）
13. 『DEEP EYES』 （2002年11月発売、蒼竜社〈プラザCOMIX〉、ISBN 4-88386-169-4）
14. 『Realize』 （2002年12月発売、富士美出版〈富士美コミックス〉、ISBN 4-89421-499-7）
15. 『ELEMENT』 （2003年6月発売、蒼竜社〈プラザCOMIX〉、ISBN 4-88386-190-2）
16. 『Waltz』 （2003年8月発売、蒼竜社〈プラザCOMIX〉、ISBN 4-88386-200-3）
17. 『Libido』 （2004年3月発売、蒼竜社〈プラザCOMIX〉、ISBN 4-88386-224-0）
18. 『シスターコンプレックス』 （2004年5月発売、富士美出版〈富士美コミックス〉、ISBN 4-89421-572-1）
19. 『禁猟区 Taboo』 （2004年11月発行、茜新社〈TENMA COMICS〉、ISBN 4-87182-716-X）
20. 『淫辱相姦』 （2005年1月発売、富士美出版〈富士美コミックス〉、ISBN 4-89421-613-2）
21. 『散華の刻』 （2006年1月10日初版発行〈2005年12月発売[3]〉、茜新社〈TENMA COMICS〉、ISBN 4-87182-815-8）
22. 『淫母交歓日記』 （2006年1月発売、富士美出版〈富士美コミックス〉、ISBN 4-89421-663-9）
23. 『UNBALANCE』 （2007年2月15日発行[4]、茜新社〈TENMA COMICS〉、ISBN 978-4-87182-894-9）
24. 『姉姦』 （2007年9月5日初版発行〈2007年7月発売〉、富士美出版〈富士美コミックス〉、ISBN 978-4-89421-743-0）
25. 『推定処女』 （2007年8月20日発売、蒼竜社〈プラザCOMIX〉、ISBN 978-4-88386-332-7）
26. 『カレとカノジョの事情』 （2008年3月5日初版発行〈2008年1月発売〉、富士美出版〈富士美コミックス〉、ISBN 978-4-89421-780-5）
27. 『藤ノ宮女子学園物語』 （2008年5月23日発行[5]、茜新社〈TENMA COMICS〉、ISBN 978-4-87182-993-9）
28. 『愛玩艶姫』 （2008年6月発売、富士美出版〈富士美コミックス〉、ISBN 978-4-89421-811-6）
29. 『交歓女教師寮』 （2010年3月5日初版発行〈2010年1月発売〉、富士美出版〈富士美コミックス〉、ISBN 978-4-89421-930-4）
30. 『愛玩処女』 （2010年8月20日発売、久保書店〈ワールドコミックススペシャル〉、ISBN 978-4-7659-3464-0）
31. 『相姦症候群!!』 （2011年3月発売、富士美出版〈富士美コミックス〉、ISBN 978-4-7995-0014-9）
32. 『ナカで出させてあ・げ・るッ』 （2011年4月30日初版発行、茜新社〈TENMA COMICS〉、ISBN 978-4-86349-218-9）
33. 『抜けがけ絶対禁止～女子はみんな肉食系!』 （2013年1月25日発売[6]、茜新社〈TENMA COMICS〉、ISBN 978-4-86349-341-4）
34. 『おにいちゃんといっしょ♥♥ -陽向の同棲日記-』 （2013年2月10日発売、久保書店〈ワールドコミックススペシャル〉、ISBN 978-4-76593-529-6）
35. 『あなたにだけ、膣内射精許可ッ』 （2013年11月29日発売[7]、茜新社〈TENMA COMICS〉、ISBN 978-4-86349-396-4）
36. 『処女たちの秘蜜日記』 （2014年2月7日発売[8]、久保書店〈ワールドコミックスMAX〉、ISBN 978-4-76592-561-7）
37. 『女子膣穴 性服の記憶♥』 （2015年3月6日発売[9]、久保書店〈ワールドコミックスMAX〉、ISBN 978-4-7659-2574-7）
38. 『あなたの子種がほしいのッ♥』 （2015年3月27日発売[10]、茜新社〈TENMA COMICS〉、ISBN 978-4-86349-484-8）